# مخلاف ذي جرة
مخلاف ذي جرة أحد المخاليف اليمنية القديمة التي كان معمول بها في تسمية تقاسيم المناطق اليمنية في العهد الإسلامي قبل سيطرة العثمانيين على اليمن عام 1538 واحتلال بريطانيا لعدن عام 1839  وهو مخلاف كان يطلق على قبيلة سنحان الواقعة جنوب صنعاء، وعلى جزء من بلاد الروس واليمانيتين من خولان الطيال. ويُرجع النسابة هذا الإسم نسبة إلى جُرْت بن يكلى بن مالك بن الحارث بن مُرة بن أدد بن زيد بن عمرو بن عُريب بن زيد بن كهلان.

## خلفية
كانت اليمن تقسم إلى العديد من المخاليف وبعد سيطرة العثمانيين على اليمن قسموها إلى 4 ألوية يقسم اللواء إلى عدة أقضية ونواحي، وتغيرت الألوية في العهد الجمهوري والوحدة إلى محافظات والنواحي إلى مديريات.

## أنظر أيضا
- جبل كنن